# Lucius Julius Ursus Servianus
Lucius Julius Ursus Servianus (ca.45-136) was een Romeins politicus en toonbeeld van Romeinse onbuigzaamheid en meedogenloosheid. 

## Politieke carrière
Hij was driemaal Romeins consul, in het jaar 90, 102 en 134. Hij was gouverneur van de Romeinse provincie Germania Superior (97-99) en gouverneur van Pannonië (99-101). Servianus liet zich opmerken in de Dacische Oorlogen. 

## Relatie met keizer Hadrianus
Servianus was streekgenoot van de keizers Trajanus en Hadrianus, Hispania Baetica. In de jaren 90 huwde hij met de oudere zus van Hadrianus, Aelia Domitia Paulina. Hij had gehoopt dat keizer Trajanus hem zou adopteren, maar Trajanus verkoos Hadrianus. Niettemin bleef zijn relatie met Hadrianus goed ondanks het feit dat hij nogal wat kritiek had op zijn zwager. 
Op het eind van zijn leven schoof hij zijn kleinzoon en familielid van Hadrianus, Cnaeus Pedanius Fuscus naar voren als mogelijke opvolger voor de kinderloze keizer. Keizer Hadrianus koos echter voor Lucius Aelius Verus Caesar. Hadrianus dwong Servianus en Cnaeus Pedanius Fuscus zelfmoord te plegen.